# پن ام (مجموعه تلویزیونی)
پن ام (به انگلیسی: Pan Am) مجموعهٔ تلویزیونی در ژانر درام تاریخی آمریکایی است که به نویسندگی جک اورمن ساخته شده است. این مجموعه هواپیمایی نمادین پان امریکن ورلد ایرویز نام‌گذاری شده است. کریستینا ریچی، مارگو رابی، کارین ونسه و کلی گارنر در نقش مهمانداران خدمه و مایکل موزلی و مایک فوگل به عنوان خلبانان در این مجموعه حضور دارند.